# Китрос
Китрос (на гръцки: Κίτρος) е село в Егейска Македония, Гърция, дем Пидна-Колиндрос в административна област Централна Македония.

## География
Селото е разположено на надморска височина от 80 m в централната част на Пиерийската равнина, на 15 km северно от град Катерини. Източно от Китрос е защитената местност Китроски солници, част от Националния парк „Делта на Вардар-Колудей-Бистрица“.

## История
Селото е наследник на античния град Пидна - известен в Средновековието като Китрос. В XIX век Китрос е гръцко село в Катеринската каза на Османската империя. Църквата „Света Параскева“ е от XIX век и в нея работи зографът от Кулакийската школа Димитриос Хадзистаматис, чието дело е разпятието и царските двери.
Александър Синве („Les Grecs de l’Empire Ottoman. Etude Statistique et Ethnographique“) в 1878 година пише, че в Китрос (Kitros), Китроска епархия, живеят 210 гърци.
В 1913 година след Междусъюзническата война селото остава в Гърция. В 1922 година в селото са заселени гърци бежанци, главно от България. В 1928 година е смесено местно-бежанско селище с 261 бежански семейства и 1003 жители бежанци.
Непосредствено западно от Китрос е основано бежанското селище Бани (Μπάνη) или Бана (Μπάνα), което в 1928 година има 522 жители. По-късно е слято с Китрос. В 1969 година махалата е прекръстена на Амалия (Άμαλία).
Бежанците от България донасят тук лозарството, а освен с него населението се занимава с отглеждане на тютюн, жито и с краварство.
| Име      | Име              | Ново име   | Ново име    | Описание                                                    |
| -------- | ---------------- | ---------- | ----------- | ----------------------------------------------------------- |
| Гриндия  | Γκριντιά         | Айдимитрис | Άϊδημήτρης  | реката на Ю от Китрос                                       |
| Хасан    | Χασάν            | Пиги       | Πηγή        | извор на Ю от Китрос                                        |
| Бана     | Συνοικία Μπάνας  | Амалия     | Άμαλία      | западна махала на Китрос                                    |
| Кавакли  | Συνοικία Καβακλή | Аналипсеос | Άναλήψεως   | източна махала на Китрос                                    |
| Алковица | Άλκοβίτσα        | Химарос    | Χείμαρρος   | река на С от Китрос                                         |
| Бугази   | Μπουγάζι         | Клисура    | Κλεισούρα   | местност на И от Китрос, в Китроската лагуна на нос Атерида |
| Бакседес | Μπαξέδες         | Лаханокипи | Λαχανόκηποι | местност на ЮИ от Китрос                                    |

| Година    | 1913 | 1920 | 1928 | 1940 | 1951 | 1961 | 1971 | 1981 | 1991 | 2001 | 2011 | 2021 |
| --------- | ---- | ---- | ---- | ---- | ---- | ---- | ---- | ---- | ---- | ---- | ---- | ---- |
| Население | 348  | 569  | 1629 | 2140 | 2161 |      | 1983 | 1882 | 1789 | 1506 | 1172 | 1061 |